# Tubuai
Tubuai také Tupuaʼi je ostrov ve Francouzské Polynésii, součást Jižního souostroví. Jeho rozloha je 45 kilometrů čtverečních (85 kilometrů čtverečních včetně laguny). V roce 2012 zde žilo 2173 obyvatel. Největším sídlem ostrova je stejnojmenná obec Tubuai, která je také správním centrem distriktu Jižní souostroví. Ostrov je sopečného původu (nejvyšší vrchol má 422 m n. m.) a je obklopený lagunou se sedmi malými ostrovy zvanými Motu. Lagunu od moře dělí korálový útes. Ostrov leží 640 kilometrů jižně od Tahiti. Díky své poloze má chladnější klima, teploty se pohybují mezi 20 a 30 °C. Obyvatelé pěstují brambory, mrkev, povijnici batátovou a kokosové ořechy, kromě toho se zabývají také uměleckými řemesly. Na ostrově se nachází letiště, čímž je dostupný pro turisty.

## Historie
Polynésané osídlili Tubuai podle radiokarbonové metody datování ve 12. nebo 13. století. Prvním Evropanem, který ostrov objevil byl Samuel Wallis v roce 1667. V roce 1777 zde přistál James Cook, ale na pobřeží se nevylodil. O několik let později, v roce 1789 zde krátce pobývali vzbouřenci z lodi Bounty. V roce 1819 připojil král Pomaré II. ostrov k tahitskému státu a od roku 1881 je ostrov anektován Francií.